# Siket István
Siket István (Makó, 1942. november 6. –) ügyvéd, politikus

## Életpályája
Középiskolai tanulmányait a Makói József Attila Gimnáziumban végezte el. Egyetemi tanulmányait a szegedi József Attila Tudományegyetem állami és jogtudományi karának hallgatójaként végezte el 1969-ben. 1971–1990 között ügyvédként dolgozott. 1990 óta önkormányzati képviselő; kezdetben az SZDSZ-FIDESZ majd az SZDSZ tagjaként. 1991-től egyéni ügyvédként is tevékenykedik. 1990–1994 között a megyei közgyűlés Művelődési és Oktatási Bizottságának elnöke volt. 1994–1998 között a helyi önkormányzat Művelődési Bizottságának elnöke volt. 1999–2007 között Makó alpolgármestere volt.

## Díjai
- Magyar Ezüst Érdemkereszt (2007)[2]